# Chrysosoma katangense
Chrysosoma katangense är en tvåvingeart som beskrevs av Charles Howard Curran 1925. Chrysosoma katangense ingår i släktet Chrysosoma och familjen styltflugor.
Artens utbredningsområde är Sudan. Inga underarter finns listade i Catalogue of Life.